# Jimmy McMullan
James „Jimmy“ McMullan (* 7. Februar 1894 in Denny, Falkirk; † 27. November 1964 in Sheffield, England) war ein schottischer Fußballspieler und -trainer.

## Laufbahn

### Vereinsstationen
McMullan begann seine fußballerische Laufbahn bei Denny Hibernian, bevor er im Oktober 1913 zu Partick Thistle kam, für den er bis 1921 und erneut von 1923 bis 1926 tätig war. Zwar gehörte McMullan auch zum erfolgreichen Kader der Mannschaft, die 1921 zum einzigen Mal in der Vereinsgeschichte den schottischen Pokalwettbewerb gewann, fehlte aber beim Finalsieg gegen den großen Nachbarn Glasgow Rangers aufgrund einer Verletzung. Von 1921 bis 1923 war er Spielertrainer bei Maidstone United.
Von 1925/26 bis 1932/33 gehörte McMullan zum Kader von Manchester City, mit dem er gleich in seiner ersten Saison 1925/26 den Abstieg in die zweite Liga hinnehmen musste. Nachdem City den unmittelbaren Wiederaufstieg in der Saison 1926/27 knapp verpasst hatte, gelang ein Jahr später, in der Saison 1927/28, die mit der Rückkehr in die höchste Spielklasse verbundene Zweitligameisterschaft. Seine erfolgreichste Spielzeit mit den Citizens war die Saison 1929/30, in der der Verein den dritten Platz belegte. Zweimal erreichte er mit der Mannschaft das Finale um den FA Cup, unterlag jedoch in beiden Fällen: 1926 gegen die Bolton Wanderers und 1933 gegen den FC Everton.

### Nationalmannschaft
Während McMullan auf Vereinsebene nur einen schottischen Pokalsieg (in Abwesenheit) sowie eine englische Zweitligameisterschaft feiern konnte, verzeichnete er größere Erfolge mit der schottischen Fußballnationalmannschaft, für die er während der gesamten 1920er-Jahre im Einsatz war und später auch als ihr Mannschaftskapitän fungierte. Denn zwischen 1921 und 1929 gewann Schottland insgesamt siebenmal die British Home Championships und bei den 5 Erfolgen der Jahre 1921, 1925, 1926, 1927 und 1929 war McMullan aktiv beteiligt. Besonders blieb in Schottland das Turnier aus dem Jahr 1928 in erfreulicher Erinnerung. Zwar belegten die Bravehearts in diesem Jahr nur den dritten Rang, gingen im Spiel um den dritten Platz gegen den Erzrivalen England durch einen 5:1-Sieg am 31. März 1928 im Londoner Wembley-Stadion aber als Wembley Wizards in die schottische Fußballgeschichte ein. Am Abend vor dem Spiel ermunterte McMullan in seiner Eigenschaft als Mannschaftskapitän seine Kameraden, „für Regen zu beten“, der dann auch tatsächlich eintrat und dafür sorgte, dass die kleinen und wendigen Stürmer der Schotten sich auf dem schweren Geläuf besser behaupten konnten als die größeren und schwerfällig wirkenden englischen Verteidiger.

### Trainer
Nach seiner aktiven Laufbahn war McMullan als Trainer von Aston Villa, Notts County, Oldham Athletic und Sheffield Wednesday im Einsatz.